# Amiodarona
L'amiodarona és un agent antiarrítmic que es fa servir en diversos tipus de taquiarrítmies tant ventriculars com supraventriculars. Va ser descobert el 1961, però no va ser aprovat fins al 1985 per al seu ús als Estats Units. Malgrat els seus efectes adversos, relativament comuns, es fa servir en arrítmies que d'una altra forma són difícils de tractar amb medicaments. Nous compostos relacionats, tals com la dronedarona, tenen menys eficàcia, però una taxa menor d'efectes col·laterals.

## Història
L'amiodarona va ser inicialment desenvolupada el 1961 en la Labaz company, Bèlgica, pels químics Tondeur i Binon. Es va fer popular a Europa per al tractament de l'angina de pit.
Com a candidat a doctor de la Universitat d'Oxford, Bramah Singh va determinar que l'amiodarona i el sotalol tenien propietats antiarrítmiques i els van agregar a una nova classe d'agents antiarrítmics. Avui dia, el mecanisme d'acció de l'amiodarona i el sotalol romanen desconeguts. Es pensa que intervé en la durada del potencial d'acció, prolongació del període refractari o interacció amb els canals de K+.
Basat en els treballs de Singh, el metge argentí Maurici Rosenbaum va iniciar l'ús d'amiodarona per al tractament dels seus pacients que sofrien d'arrítmies ventriculars i supraventriculars amb resultats impressionants. Així mateix, basats en els articles escrits per Rosenbaum aplicant les teories de Singh, alguns metges als Estats Units van començar a prescriure amiodarona als seus pacients amb arrítmies que potencialment requerien tractament per a tota la vida a la fi dels anys 70. El 1980, l'amiodarona va ser prescrita comunament per tot Europa per al tractament d'arrítmies, però als Estats Units va romandre sense aprovació de la Food and Drug Administration, i els metges havien d'obtenir el medicament directament de les companyies farmacèutiques del Canadà i Europa.
La FDA va ser reticent a aprovar oficialment l'ús d'amiodarona, ja que els reports inicials mostraven una incidència incrementada d'efectes adversos pulmonars del medicament. A mitjans dels anys 80, les companyies farmacèutiques europees van començar a pressionar a la FDA per provar amiodarona amenaçant amb suspendre el subministrament als facultatius si el medicament no era aprovat. El desembre del 1985, l'amiodarona va ser aprovada per la FDA per al tractament d'arrítmies. Això converteix l'amiodarona en un dels pocs medicaments aprovats per la FDA sense assajos clínics aleatoris rigorosos.

## Mecanisme d'acció
L'amiodarona està categoritzada com un agent antiarrítmic classe III, i perllonga la fase 3 del potencial d'acció cardíac. No obstant això té altres nombrosos efectes, incloent efectes similars als dels antiarrítmics classe Ia, II, i IV.
L'amiodarona mostra efectes similars als beta bloquejants i bloquejadors dels canals de calci tant sobre el node SA com sobre el node AV, incrementa el període refractari mitjançant l'efecte sobre les vies dels canals de sodi i potassi, i alenteix la conducció intracardíaca del potencial d'acció cardíac, per efecte sobre el canal de sodi.
L'amiodarona és similar a l'hormona tiroidal, i aquesta s'uneix al receptor nuclear tiroidal podent contribuir amb alguns dels seus efectes tòxics i farmacològics.

## Indicacions
Ja que l'amiodarona té una baixa incidència d'efectes pro arrítmics, ha estat utilitzada, tant en el tractament d'arrítmies agudes, com en el tractament d'arrítmies cròniques. També en el tractament d'arrítmies ventriculars i supraventriculars.

### Fibril·lació ventricular
El tractament d'elecció per a la fibril·lació ventricular (FV) és la desfibril·lació elèctrica. No obstant això, l'amiodarona pot ser utilitzada en la fibril·lació ventricular refractària als xocs, en l'estudi ARREST, l'amiodarona va demostrar millorar la supervivència en el moment de l'ingrés a l'hospital, en ser comparada amb el placeb en individus que van patir aturada cardíaca amb fibril·lació ventricular refractària a la desfibril·lació. Basat en aquest estudi es va crear la guia per al tractament de la fibril·lació ventricular per part del American Heart Association per al tractament de segona línia de la FV després de l'epinefrina o vasopresina. L'estudi esmentat no va ser suficient per demostrar supervivència en l'hospitalització.

### Taquicàrdia ventricular
L'amiodarona pot ser utilitzada pel tractament de la taquicàrdia ventricular en certes condicions. En individus amb taquicàrdia ventricular hemodinàmicament inestables, l'amiodarona no hauria de ser utilitzada. Aquests individus haurien de ser cardiovertits del seu ritme inestable.
L'amiodarona pot ser utilitzada en individus amb taquicàrdia ventricular estables hemodinàmicament. En aquest cas l'amiodarona pot ser feta servir sense importar la funció cardíaca romanent i el tipus de taquicàrdia ventricular; aquesta pot ser usada en individus amb fibril·lacions ventriculars monomòrfiques i polimòrfiques. La dosi d'amiodarona és de 150 mg administrats via IV durant 10 minuts.

### Fibril·lació auricular
Els individus que han estat sotmesos a cirurgia de bypass coronari tenen un risc augmentat de patir fibril·lació auricular en els primers dies posteriors al procediment. En l'estudi ARCH, l'amiodarona intravenosa en dosi de 2 g, administrada durant 2 dies, va demostrar reduir la incidència de fibril·lació auricular després d'una cirurgia cardíaca, comparada amb el placebo. No obstant això estudis clínics van fallar a demostrar l'eficàcia a llarg termini i van mostrar efectes adversos potencialment fatals, tal com toxicitat pulmonar. Encara que l'amiodarona no està aprovada per la FDA per al tractament de la fibril·lació auricular, és comunament prescrita a causa de la falta de tractaments efectius eficaços.
La denominada fibril·lació auricular d'instauració aguda, definida per la societat nord-americana de ritme i electrofisiologia (North American Society of Pacing and Electrophysiology (NASPE)) el 2003, respon adequadament al tractament de curta durada amb amiodarona. Això ha estat demostrat en 17 estudis aleatoris controlats, dels quals 5 incloïen un placebo. La incidència d'efectes adversos severs en aquest grup és baixa.
El benefici de l'amiodarona en el tractament de la FA en la població en cura intensiva no ha estat encara determinada, però pot provar ser un agent d'elecció en els pacients hemodinàmicament inestables no aptes per cardioversió.

#### Efectes adversos
La hipotensió generada per vasodilatació i depressió del rendiment miocardíac és freqüent amb la forma d'amiodarona per via intravenosa i pot dependre en part del solvent. Mentrestant és possible que hi hagi depressió de la contractilitat durant el tractament a llarg termini, és poc freqüent. Malgrat l'administració de dosis altes que causarien toxicitat important si es continuessin per temps perllongat, són molt rars els efectes adversos durant règims orals de càrrega del medicament, que requereixen típicament diverses setmanes. Algunes vegades, durant la fase de càrrega, el pacient manifesta nàusea, que millora en reduir la dosi diària. Els efectes secundaris en el transcurs del tractament a llarg termini s'han relacionat tant amb la quantitat de la dosi diària de sustentació, així com amb la dosi acumulativa, la qual cosa suggereix que tal vegada s'originin de l'acumulació en teixits. La conseqüència adversa més greu durant el tractament a llarg termini amb amiodarona és la fibrosis pulmonar, la qual pot ser ràpidament progressiva i letal. La pneumopatia subjacent, les dosis de 400 mg/dia i fenòmens adversos pulmonars recents, com a pneumònia, semblen constituir factors de risc (Dusman et al., 1990). Les radiografies de tòraxs o els estudis de funció pulmonar, seriats, detecten toxicitat primerenca per amiodarona, però la vigilància de les concentracions plasmàtiques no ha resultat útil. A dosis baixes, com 200 mg/dia utilitzats en la fibril·lació auricular, la toxicitat pulmonar és rara. Altres efectes adversos durant el tractament perllongat són microdipòsits corneals (que amb freqüència són asimptomàtics), disfunció hepàtica, símptomes neuromusculars (més comunament neuropatia perifèrica o feblesa de músculs proximals), fotosensibilitat i hipertiroidisme o hipotiroïdisme. El tractament per a la toxicitat pulmonar que posa en perill la vida consisteix a retirar el fàrmac i mesures de suport, fins i tot corticoesteroides, reduir la dosi tal vegada basti si el fàrmac es considera necessari i l'efecte advers no posa en perill la vida. Malgrat la notòria prolongació de QT, i de la bradicàrdia característiques del tractament perllongat amb amiodarona, la taquicàrdia ventricular polimorfa en entorxat i unes altres taquiarrítmies farmacoinduïdes són poc freqüents. També en paraules planes els efectes secundaris poden ser mareig, falta de respiració, cansament i somni, les persones només volen dormir i no poden caminar llargues distàncies, els pulmons se senten rars amb una tos difícil d'explicar, t'asseguis desesperat o depressiu pel tractament i la pressió arterial pot ser que pugi. Aquests símptomes pot ser que altres persones no els manifesti.  

#### Dosi
L'amiodarona està disponible per a administració oral i intravenosa. Per via oral, està disponible sota el nom comercial "Trangorex", Pacerone (produïda per Upsher-Smith Laboratories, Inc.) i Cordarone (produït per Wyeth-Ayerst Laboratories) en pastilles de 200 mg i 400 mg. També està disponible en ampolles i vials per a administració intravenosa, de 150 mg. La dosi d'amiodarona administrada és ajustada a l'individu i a la disrítmia que està sent tractada. Quan s'administra en forma oral la biodisponibilitat és bastant variable. El rang d'absorció varia del 22 al 95 %, amb millor absorció quan és ingerida amb aliments.
L'amiodarona és liposoluble, i tendeix a concentrar-se en els teixits incloent greix, múscul, fetge, pulmons i pell. Això li confereix un volum de distribució (5.000 litres en un adult de 70 kg) i una vida mitjana llarga. A causa d'aquesta vida mitjana llarga de l'amiodarona, la càrrega oral dura usualment dies a setmanes. Una dosi de càrrega típicament totalitza 10 g, dividida entre una a dues setmanes, però existeixen molts règims de dosatge. Una vegada un individu és carregat, una dosi típica de manteniment és de 100 a 200 mg ja sigui una o dues vegades al dia. Una dosi de càrrega intravenosa és usualment de 300 mg en 20-30 cc de DAD 5 % en aigua destil·lada en cas d'aturada cardíaca. La infusió de càrrega per disrítmies és típicament de 150 mg en 100 ml de bag de DAD 5 % en aigua destil·lada administrada en 10 minuts. Ambdues poden ser seguides per 360 mg en infusió lenta després de les 6 hores i després una dosi de manteniment de 540 mg després de les 18 hores.